# Tereu

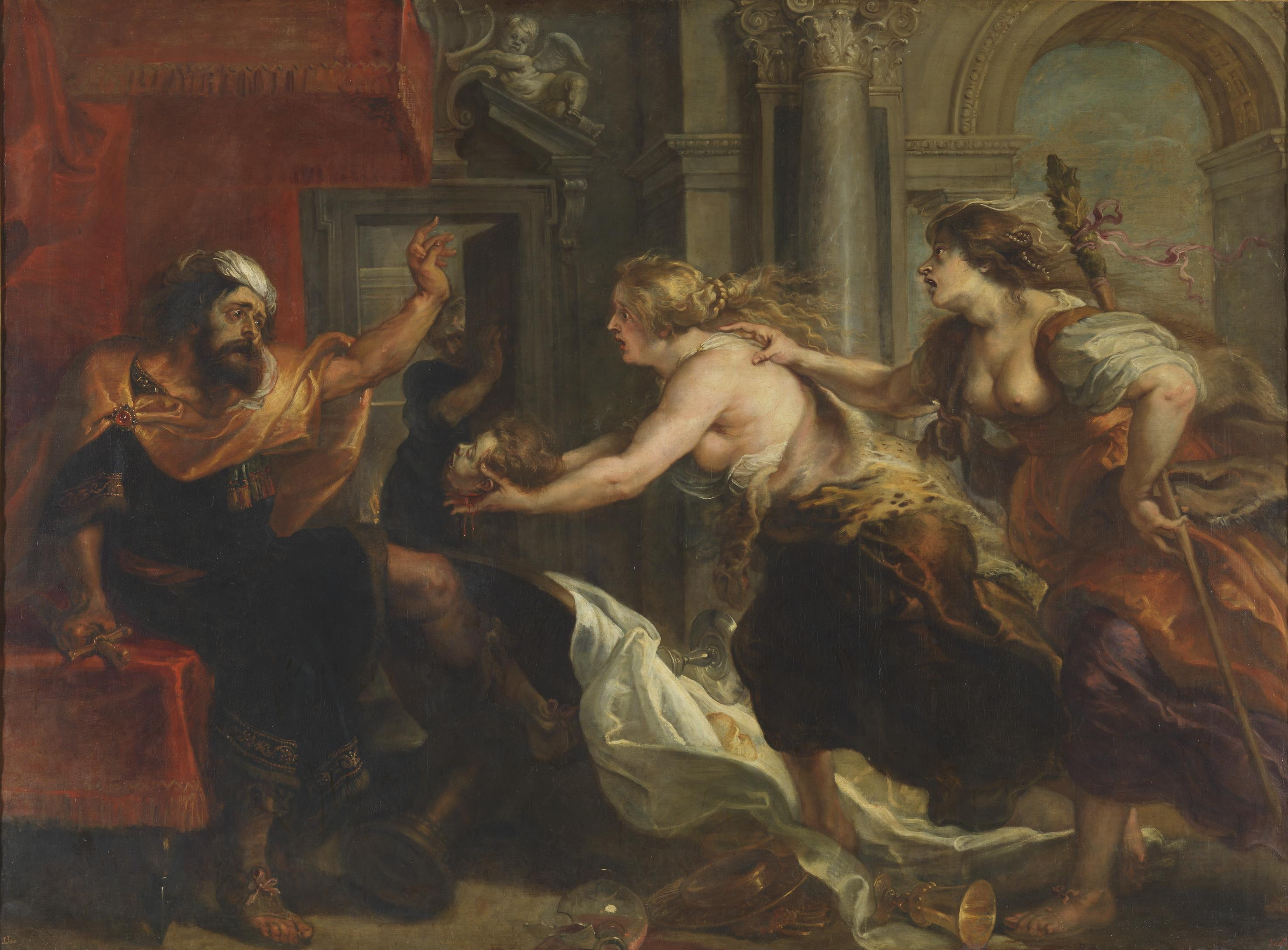
Tereu davant el cap del seu fill Itis (obra de Rubens dipositada al Museu del Prado -Madrid, Estat espanyol-, ca. 1636-1638).

Tereu (Tereus, Τηρεύς) d'acord amb la mitologia grega, fou un rei de Tràcia, fill d'Ares. Es casà amb Procne, filla de Pandíon i va ser pare d'Itis.
Quan Pandíon va declarar la guerra a Làbdac, per un tema de fronteres, va cridar Tereu perquè l'ajudés. Va guanyar la guerra amb la seva ajuda, i li va donar la seva filla Procne com a premi. Però Tereu, encès de passió per la seua cunyada Filomela, la portà a una casa de camp i la violà. Després, perquè no ho pogués explicar, li tallà la llengua i digué a Procne que la seua germana era morta. Tanmateix, Procne acabà descobrint la veritat, ja que Filomela va brodar una túnica on ho explicava tot i la va fer arribar a les seves mans. Per venjar-se'n, matà Itis, el fill que havia tingut amb Tereu i l'hi serví per sopar. Va buscar la seva germana i van fugir les dues. Quan Tereu se n'assabentà, començà a perseguir les dues germanes i les va trobar a Daulis, a la Fòcida, però les noies van pregar als déus que les ajudessin i van transformar Tereu en puput. A Filomela en una oreneta i a Procne en un rossinyol.